# Eduardo González Moro
Eduardo González Moro (La Coruña, 1894 - ibdem, 17 de marzo de 1945), fue un médico y político español.

## Biografía
Militante de la ORGA, fue concejal de la Coruña de 1931 hasta 1934. Se integró en Izquierda Republicana y formó parte de la gestora municipal de la Coruña en 1936. 
Con la sublevación del 18 de julio de 1936 fue detenido y juzgado por rebelión. Fue condenado a 12 años y 1 día de prisión.